# Henryk Iwaniec
Henryk Iwaniec (Elbląg, Polonia, 9 de octubre de 1947) es un matemático polaco-estadounidense que ha trabajado en el campo de la teoría analítica de números. Desde 1987 es profesor en la Universidad Rutgers de Nueva Jersey (Estados Unidos).
En 2001 fue galardonado con el séptimo Premio Ostrowski, y al año siguiente recibió el decimocuarto Premio Frank Nelson Cole de teoría de números.

## Biografía
Iwaniec estudió Matemáticas en la Universidad de Varsovia, donde se graduó en 1971. Al año siguiente defendió su tesis doctoral bajo la dirección de Andrzej Schinzel. A continuación, desempeñó varios cargos en el Instituto de Matemáticas de la Academia Polaca de Ciencias. 
En 1976 obtuvo la habilitación docente. En 1976-77 realizó una estancia de investigación en la Escuela Normal Superior de Pisa con una beca de la Academia de los Linces y en 1979-80 fue becario investigador en la Universidad de Burdeos. En 1983, el Consejo de Estado de Polonia le otorgó el título de profesor. Ese mismo año ingresó como miembro correspondiente en la Academia Polaca de Ciencias.
También en 1983 abandonó Polonia y se estableció en los Estados Unidos. De 1983 a 1986 trabajó en el Instituto de Estudios Avanzados (IAS) de Princeton y en 1984 en la Universidad de Míchigan en Ann Arbor, además de ser profesor visitante en la Universidad de Colorado en Boulder. En 1987 se trasladó definitivamente a la Universidad Rutgers, donde es profesor del departamento de Matemáticas. En 2012 fue nombrado miembro de la Sociedad Matemática Americana.
Es hermano gemelo del también matemático Tadeusz Iwaniec y posee la doble nacionalidad polaca y estadounidense. Entre sus alumnos de doctorado se encuentran Emmanuel Kowalski y Étienne Fouvry.

## Obra
El campo de estudio de Iwaniec se centra en los métodos de cribado y las técnicas avanzadas del análisis complejo, en particular la teoría de las formas automórficas y el análisis armónico en superficies hiperbólicas.
En 1997, Iwaniec y John Friedlander demostraron la existencia de un conjunto infinito de números primos de la forma {\displaystyle a^{2}+b^{4}}, resultado que se conoce como el Teorema de Friedlander-Iwaniec.  Para obtenerlo, los dos matemáticos tuvieron que desarrollar una nueva teoría sobre los números primos, aplicando por primera vez la criba asintótica al problema de la distribución de los números primos. Hasta entonces, un resultado tan potente se consideraba inalcanzable, ya que los métodos de cribado habituales no permitían distinguir los números primos de los semiprimos.

## Premios y distinciones
Henryk Iwaniec ha recibido varios premios por su labor científica y docente, tanto en su país natal como en el extranjero.
Polonia
- 1980: Premio Estatal de segundo grado.
- 1996: Medalla Sierpiński.
- 2006: ciudadano de honor de la ciudad de Elbląg.[3]
- 2015: Medalla Stefan Banach de la Academia Polaca de Ciencias.

Extranjero
- 1991: Premio de la Fundación Alfred Jurzykowski.
- 2001: Premio Ostrowski, junto con Peter Sarnak y Richard Taylor.

En la mención del premio se afirma que el trabajo de Iwaniec se caracteriza por una comprensión profunda de la complejidad de un problema y una técnica insuperable, y que ha realizado importantes contribuciones en el campo de la teoría analítica de números, principalmente en las formas modulares para {\displaystyle GL(2)} y los métodos de cribado.
- 2002: Premio Frank Nelson Cole de teoría de números de la Sociedad Matemática Americana.[2]
- 2006: título de doctor honoris causa por la Universidad de Burdeos.
- 2011: Premio Leroy P. Steele de divulgación matemática.
- 2015: Premio Shaw de Matemáticas, junto con Gerd Faltings.[11]
- 2017: Premio Joseph L. Doob de la Sociedad Matemática Americana junto con John Friedlander por su libro sobre métodos de cribado (Opera de Cribro, 2010).

## Publicaciones
Ha publicado más de 190 artículos científicos, incluso en la prestigiosa revista Acta Mathematica. Algunos de los más destacados son:
- Iwaniec, Henryk (1997). Topics in Classical Automorphic Forms. Providence: American Mathematical Society. ISBN 978-0-8218-0777-4.[12]
- Iwaniec, Henryk (2002). Spectral Methods of Automorphic Forms (2ª edición). Providence: American Mathematical Society. ISBN 978-0-8218-3160-1.
- Iwaniec, Henryk; Emmanuel Kowalski (2004). Analytic Number Theory. Providence: American Mathematical Society. ISBN 978-0-8218-3633-0.[13]
- Iwaniec, Henryk; J. B. Friedlander; D. R. Heath-Brown; J. Kaczorowski (2006). Analytic Number Theory: Lectures Given at the C.I.M.E. Summer School Held in Cetraro, Italy, July 11–18, 2002. Berlín: Springer. ISBN 978-3-540-36363-7.
- Friedlander, John; Iwaniec, Henryk (2010). Opera de Cribro. Providence: American Mathematical Society. ISBN 978-0-8218-4970-5.[14]
- Iwaniec, Henryk (2014). Lectures on the Riemann zeta function. Providence: American Mathematical Society. ISBN 978-1-4704-1851-9.[15]